# Marszów (stacja kolejowa)
Marszów – nieczynna stacja kolejowa w Marszowie, w gminie Żary, w powiecie żarskim, w woj. lubuskim, w Polsce. Została otwarta w 1884 roku przez KPEV. Zamknięta i zlikwidowana została w 1954 roku.